# Peter de Cruz
Peter de Cruz (Londres, Reino Unido, 4 de enero de 1990) es un deportista suizo que compite en curling.
Participó en dos Juegos Olímpicos de Invierno, obteniendo una medalla de bronce en Pyeongchang 2018, en la prueba masculina, y el séptimo lugar en Pekín 2022, en la misma prueba.
Ganó cuatro medallas en el Campeonato Mundial de Curling entre los años 2014 y tres medallas en el Campeonato Europeo de Curling entre los años 2015 y 2017.

## Palmarés internacional
| Juegos Olímpicos   | Juegos Olímpicos            | Juegos Olímpicos  | Juegos Olímpicos |
| Año                | Lugar                       | Medalla           | Prueba           |
| ------------------ | --------------------------- | ----------------- | ---------------- |
| 2018               | Pyeongchang (Corea del Sur) | Medalla de bronce | Equipo           |
| Campeonato Mundial |                             |                   |                  |
| Año                | Lugar                       | Medalla           | Prueba           |
| 2014               | Pekín (China)               | Medalla de bronce | Equipo           |
| 2017               | Edmonton (Canadá)           | Medalla de bronce | Equipo           |
| 2019               | Lethbridge (Canadá)         | Medalla de bronce | Equipo           |
| 2021               | Calgary (Canadá)            | Medalla de bronce | Equipo           |
| Campeonato Europeo |                             |                   |                  |
| Año                | Lugar                       | Medalla           | Prueba           |
| 2015               | Esbjerg (Dinamarca)         | Medalla de plata  | Equipo           |
| 2016               | Renfrew (Reino Unido)       | Medalla de bronce | Equipo           |
| 2017               | San Galo (Suiza)            | Medalla de bronce | Equipo           |